# قاي كروغ
قاي كروغ (بالنرويجية البوكمول: Guy Krohg)‏ هو رسام ورسام توضيحي نرويجي، ولد في 27 يوليو 1917، وتوفي في 19 أكتوبر 2002.